# Angelo Ferrari

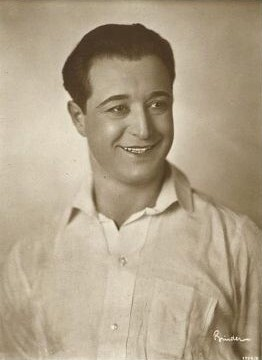
Angelo Ferrari.

Angelo Ferrari, född 14 augusti 1897 i Rom, Italien, död 15 juni 1945 i Königs Wusterhausen nära Berlin, var en italiensk skådespelare. Han började medverka i italiensk stumfilm på 1910-talet, men kom främst att verka inom tysk film från 1920-talet och fram till sin död 1945. Han medverkade i runt 200 filmer.

## Filmografi, urval
- 1930 – Vals i sovkupén
- 1931 – Varför ler du Mona Lisa?
- 1933 – Säsong i Kairo
- 1934 – Han gick kökstrappan
- 1936 – Kring drottningen
- 1937 – Fridericus
- 1942 – Diesel
- 1942 – Ett möte i natten
- 1942 – Rembrandt – målaren och hans modeller